# 함양군
함양군(咸陽郡)은 대한민국 경상남도 서부에 있는 군이다. 군의 남쪽으로 지리산이 위치한다.

## 지리
경상남도의 서쪽, 지리산 북쪽에 위치한다.  함양군 서쪽에는 소백산맥의 고산 준령이 많고 덕유산·기백산·지리산 등 높은 산이 솟아 있다. 서쪽에는 팔량치(520m)·육십령(640m)의 고개가 있어 전라도와 연결된다. 남강의 상류 위천·임천 등이 흐르며, 북부의 안의분지와 남부의 함양분지는 비교적 넓은 침식분지이다.

### 지질
함양군의 지질은 화강편마암과 화강암으로 구성된다.

### 기후
기온은 온화한 편이나 내륙부 산지에 있어서는 한서(寒暑)의 차가 심하다. 연평균 기온 12.6℃, 1월 평균 기온 1.2℃, 8월 평균 기온 25.6℃이고, 연평균 강수량은 약 1,300mm이다.

## 역사
신라 때 속함군(速含郡) 또는 함군(含郡)/함성(含城)이라 하였다. 경덕왕 때 천령군(天嶺郡)으로 고치고 운봉현과 이안현의 두 영현을 두었다. 그 후 고려 성종때 허주군(許州郡)이라하고 허주도단련사(許州都團鍊使)를 두었다. 고려 현종 3년(1012년)에 강등하여 함양군으로 개칭되었다가, 후에 함(含)을 함(咸)으로 고쳤다. 한때 현이 되었다가 1395년 조선 태조 4년에 군으로 승격하였다.
| Daedongyeojido (Gyujanggak) 17-04.jpg | Daedongyeojido (Gyujanggak) 17-03.jpg |
| Daedongyeojido (Gyujanggak) 18-04.jpg | Daedongyeojido (Gyujanggak) 18-03.jpg |

- 1629년(인조 7년) 함양현으로 강등하였다.
- 1729년(영조 5년) 함양부로 승격하였다.
- 1788년(정조 12년) 함양군으로 환원되었다.
- 1895년 6월 23일(음력 윤5월 1일) 진주부 함양군으로 개편하였다.[3]
- 1896년 8월 4일 경상남도 함양군으로 개편하였다.[4]
- 1914년 4월 1일 안의군의 7개 면을 합하였다.[5]

| 조선총독부령 제111호 | |                |                                                                        |                                                                        |
| 구 행정구역 | 구 행정구역 | 신 행정구역    | 신 행정구역                                                            | 신 행정구역                                                            |
| 함양군 덕곡면(德谷面) 하개평동, 본덕동/일주암동/이주암동, 마수동/수여동/계곡동, 중방동/시목동/독좌동/봉곡동, 거평동/창촌동, 주곡동/두촌동/상개평동                                                                                         | 함양군 덕곡면(德谷面) 하개평동, 본덕동/일주암동/이주암동, 마수동/수여동/계곡동, 중방동/시목동/독좌동/봉곡동, 거평동/창촌동, 주곡동/두촌동/상개평동                                                                                         | 지곡면         | 개평리, 덕암리, 마산리, 시목리, 창평리, 평촌리                         | 개평리, 덕암리, 마산리, 시목리, 창평리, 평촌리                         |
| 함양군 지내면(池內面) 공배동/부야동, 신영동/효산동/정추동/보각동 | 함양군 지내면(池內面) 공배동/부야동, 신영동/효산동/정추동/보각동 | 지곡면         | 공배리, 보산리                                                         | 공배리, 보산리                                                         |
| 함양군 모간면(毛看面) 도촌동/대고대동, 가성동/구라동/우명동, 원촌동/서평동 | 함양군 백토면(柏吐面) 남효동, 내백동, 상백동 | 지곡면         | 도촌리                                                                 | 남효리                                                                 |
| 함양군 모간면(毛看面) 도촌동/대고대동, 가성동/구라동/우명동, 원촌동/서평동 | 함양군 백토면(柏吐面) 남효동, 내백동, 상백동 | 수동면         | 우명리, 원평리                                                         | 내백리, 상백리                                                         |
| 함양군 도북면(道北面) 상도북동, 나동/시촌동/농촌동/오산동/죽전동/조동/교항동 일부/(사근면) 조동, 하도북동/교항동 일부 | 함양군 도북면(道北面) 상도북동, 나동/시촌동/농촌동/오산동/죽전동/조동/교항동 일부/(사근면) 조동, 하도북동/교항동 일부 | 수동면         | 도북리, 죽산리, 하교리                                                 | 도북리, 죽산리, 하교리                                                 |
| 함양군 사근면(沙斤面) 사근동/분덕동, 웅평동/(관변면) 안평동 | 함양군 사근면(沙斤面) 사근동/분덕동, 웅평동/(관변면) 안평동 | 수동면         | 화산리                                                                 | 화산리                                                                 |
| 함양군 사근면(沙斤面) 사근동/분덕동, 웅평동/(관변면) 안평동 | 함양군 사근면(沙斤面) 사근동/분덕동, 웅평동/(관변면) 안평동 | 유림면         | 웅평리                                                                 | 웅평리                                                                 |
| 함양군 유등면(柳等面) 서주동/회동, 지곡동/손곡동, 화암동/옥여동/유평동/판문동/창촌동 | 함양군 유등면(柳等面) 서주동/회동, 지곡동/손곡동, 화암동/옥여동/유평동/판문동/창촌동 | 유림면         | 서주리, 손곡리, 유평리                                                 | 서주리, 손곡리, 유평리                                                 |
| 함양군 예림면(藝林面) 국계동, 한치동/재궁동/사한동, 장항동, 화촌동 | 함양군 예림면(藝林面) 국계동, 한치동/재궁동/사한동, 장항동, 화촌동 | 유림면         | 국계리, 대궁리, 장항리, 화촌리                                         | 국계리, 대궁리, 장항리, 화촌리                                         |
| 함양군 관변면(官邊面) 차의동/옥동/매촌동, 척지동/백천동, 기동/내관동/신당동 | 함양군 관변면(官邊面) 차의동/옥동/매촌동, 척지동/백천동, 기동/내관동/신당동 | 유림면         | 옥매리                                                                 | 옥매리                                                                 |
| 함양군 관변면(官邊面) 차의동/옥동/매촌동, 척지동/백천동, 기동/내관동/신당동 | 함양군 관변면(官邊面) 차의동/옥동/매촌동, 척지동/백천동, 기동/내관동/신당동 | 위성면(渭城面) | 백천리, 신관리                                                         | 백천리, 신관리                                                         |
| 함양군 북천면(北川面) 두산동/학당동/내교동/외교동, 도덕동/죽장동/대병동, 삼천동/신기동/후동 | 함양군 북천면(北川面) 두산동/학당동/내교동/외교동, 도덕동/죽장동/대병동, 삼천동/신기동/후동 | 위성면(渭城面) | 교산리, 대덕리, 신천리                                                 | 교산리, 대덕리, 신천리                                                 |
| 함양군 원수면(元水面) | 함양군 원수면(元水面) | 위성면(渭城面) | 상동, 하동                                                             | 상동, 하동                                                             |
| 함양군 원수면(元水面) | 함양군 원수면(元水面) | 석복면         | 웅곡리, 죽곡리                                                         | 웅곡리, 죽곡리                                                         |
| 함양군 석복면(席卜面) 구룡동, 입괘동/신기동, 백연동/본석동, 삼휴동/뇌산동, 이은동/거면동/(원수면) 하동 일부, 내곡동/죽림동/시목동/수락동                                                                                                   | 함양군 석복면(席卜面) 구룡동, 입괘동/신기동, 백연동/본석동, 삼휴동/뇌산동, 이은동/거면동/(원수면) 하동 일부, 내곡동/죽림동/시목동/수락동                                                                                                   | 석복면         | 구룡리, 난평리, 백연리, 삼산리, 이은리, 죽림리                         | 구룡리, 난평리, 백연리, 삼산리, 이은리, 죽림리                         |
| 함양군 휴지면(休知面) | 함양군 휴지면(休知面) | 휴천면         | 금반리, 대천리, 목현리, 월평리, 태관리, 호산리                         | 금반리, 대천리, 목현리, 월평리, 태관리, 호산리                         |
| 함양군 엄천면(嚴川面) | 함양군 엄천면(嚴川面) | 휴천면         | 남호리, 동강리, 문정리, 송전리, 운서리                                 | 남호리, 동강리, 문정리, 송전리, 운서리                                 |
| 함양군 마천면(馬川面) 가채동/당흥동, 도촌동/강청동/백무동, 양전동/등구동/촉동, 군자동/도마동/외마동, 보덕동/뇌전동/내마동, 하정동/양정동/음정동, 의평동/의중동, 원정동/창촌동, 추성동                                                      | 함양군 마천면(馬川面) 가채동/당흥동, 도촌동/강청동/백무동, 양전동/등구동/촉동, 군자동/도마동/외마동, 보덕동/뇌전동/내마동, 하정동/양정동/음정동, 의평동/의중동, 원정동/창촌동, 추성동                                                      | 마천면         | 가흥리, 강청리, 구양리, 군자리, 덕전리, 삼정리, 의탄리, 창원리, 추성리 | 가흥리, 강청리, 구양리, 군자리, 덕전리, 삼정리, 의탄리, 창원리, 추성리 |
| 함양군 백전면(柏田面) 상백동/하백동/능경동/평천동 일부, 부촌동/재궁동, 내상동/내하동, 신촌동/상조동/대방동/구점동/하조동, 서백동/동백동, 구천동/음천동/상천동/내천동/정치동/평천동 일부, 중치동/곡항동/상신동/항촌동/하신동, 평촌동/평정동 | 함양군 백전면(柏田面) 상백동/하백동/능경동/평천동 일부, 부촌동/재궁동, 내상동/내하동, 신촌동/상조동/대방동/구점동/하조동, 서백동/동백동, 구천동/음천동/상천동/내천동/정치동/평천동 일부, 중치동/곡항동/상신동/항촌동/하신동, 평촌동/평정동 | 백전면         | 경백리, 구산리, 대안리, 백운리, 양백리, 오천리, 운산리, 평정리         | 경백리, 구산리, 대안리, 백운리, 양백리, 오천리, 운산리, 평정리         |
| 함양군 병곡면(甁谷面) 대광동/마평동/선동/사동, 가촌동/우동, 송평동, 연서동/덕평동/수촌동/신기동, 원통동, 망월동/덕암동, 초동/옥계동/토내동/소현동/신기동                                                                                   | 함양군 병곡면(甁谷面) 대광동/마평동/선동/사동, 가촌동/우동, 송평동, 연서동/덕평동/수촌동/신기동, 원통동, 망월동/덕암동, 초동/옥계동/토내동/소현동/신기동                                                                                   | 병곡면         | 광평리, 도천리, 송평리, 연덕리, 원산리, 월암리, 옥계리                 | 광평리, 도천리, 송평리, 연덕리, 원산리, 월암리, 옥계리                 |
| 안의군 현내면(縣內面) | 안의군 현내면(縣內面) | 안의면         | 교북리, 금천리, 이전리, 당본리, 석천리, 월림리                         | 교북리, 금천리, 이전리, 당본리, 석천리, 월림리                         |
| 안의군 황곡면(黃谷面) | 안의군 황곡면(黃谷面) | 안의면         | 진목리, 춘전리, 황곡리                                                 | 진목리, 춘전리, 황곡리                                                 |
| 안의군 초점면(草岾面) | 안의군 초점면(草岾面) | 안의면         | 도림리, 초동리                                                         | 도림리, 초동리                                                         |
| 안의군 대대면(大垈面) | 안의군 대대면(大垈面) | 안의면         | 봉산리                                                                 | 봉산리                                                                 |
| 안의군 대대면(大垈面) | 안의군 대대면(大垈面) | 대지면         | 귀곡리, 대대리                                                         | 귀곡리, 대대리                                                         |
| 안의군 지대면(知代面) | 안의군 지대면(知代面) | 대지면         | 상원리, 신안리, 하원리                                                 | 상원리, 신안리, 하원리                                                 |
| 안의군 서상면(西上面) 방지동/추하동 일부/옥산동 일부, 오산동/대노동, 갈현동/도천동 일부, 영동동, 추전동/옧산동 일부/추하동 일부/도천동 일부, 복동/맹동                                                                                     | 안의군 서상면(西上面) 방지동/추하동 일부/옥산동 일부, 오산동/대노동, 갈현동/도천동 일부, 영동동, 추전동/옧산동 일부/추하동 일부/도천동 일부, 복동/맹동                                                                                     | 서상면         | 금당리, 대남리, 도천리, 상남리, 옥산리, 중남리                         | 금당리, 대남리, 도천리, 상남리, 옥산리, 중남리                         |
| 안의군 서하면(西下面) 다동/풍평동 일부, 내오동/우전동/봉평동 일부, 거기동/송계동, 마조동/은행동, 초현동/호성동 | 안의군 서하면(西下面) 다동/풍평동 일부, 내오동/우전동/봉평동 일부, 거기동/송계동, 마조동/은행동, 초현동/호성동 | 서하면         | 다곡리, 봉전리, 송계리, 운곡리, 황산리                                 | 다곡리, 봉전리, 송계리, 운곡리, 황산리                                 |

13면 - 위성면, 석복면, 지곡면, 휴천면, 유림면, 수동면, 병곡면, 마천면, 백전면, 안의면, 대지면, 서하면, 서상면
- 1933년 1월 1일 대지면을 안의면으로 합면하고,[6] 위성면을 함양면으로 개칭하였다. (12면)
- 1957년 10월 21일 함양면과 석복면을 함양읍으로 승격하였다.[7] (1읍 10면)
- 1976년 휴천면 엄천(嚴川)출장소를 설치하였다.
- 1988년 함양읍 상동을 운림리로, 하동을 용평리로 개칭하였다.
- 1998년 엄천출장소를 폐지하였다.

## 행정 구역
함양군의 행정구역은 1읍 10면 103동 255마을로 구성되어 있다. 면적은 724.88km2이며, 인구는 2011년 6월30일을 기준으로 18,850세대, 41,122명이고 그 중 46.3%가 함양읍에 거주한다. 인구 최고점은 124,178명이었다. 함양군의 남녀 성비는 여자 100명에 남자 94명 정도로, 여초 지역의 하나이다.
| 읍면   | 한자   | 세대  | 인구   | 면적   | 지도 |
| ------ | ------ | ----- | ------ | ------ | ---- |
| 함양읍 | 咸陽邑 | 8,090 | 18,901 | 69.35  |      |
| 마천면 | 馬川面 | 1,282 | 2,313  | 107.52 |      |
| 휴천면 | 休川面 | 926   | 1,640  | 61.91  |      |
| 유림면 | 柳林面 | 1,018 | 1,792  | 29.54  |      |
| 수동면 | 水東面 | 1,325 | 2,553  | 49.09  |      |
| 지곡면 | 池谷面 | 1,109 | 2,155  | 41.97  |      |
| 안의면 | 安義面 | 2,567 | 4,835  | 99.15  |      |
| 서하면 | 西下面 | 772   | 1,409  | 71.96  |      |
| 서상면 | 西上面 | 1,105 | 1,897  | 90.13  |      |
| 백전면 | 栢田面 | 874   | 1,613  | 55.91  |      |
| 병곡면 | 甁谷面 | 737   | 1,423  | 48.35  |      |

## 군청
- 현재 함양군청은 경상남도 함양군 함양읍에 위치하고 있다.

## 산업
주업은 농업이며 꿀의 명산지이다. 지리적 조건을 살려 양잠과 한우를 육성하여 대성과를 올려 경남서부 종합개발 한우육성의 중심지가 되었다. 한편 임산자원은 도내 1위로 입목 축적량은 81만m3이다.

### 농림업
경지 면적은 총면적의 약 15%이며 논이 많고, 농민은 약 64%이다. 주요 농산물은 산양삼·여주·사과·작약·도라지·구기자 등이다.지형적인 조건으로 임야 면적이 넓고, 임야에서는 인삼·잎담배·참깨 등 특용작물의 재배가 성하며, 한우·산양·닭 등 가축사육도 성하다. 또한 대규모 뽕밭과 잠실이 조성되어 양잠산업이 활발하다.

### 광공업
지하자원으로는 고령토가 많이 생산된다. 공업은 가내 수공업으로 한지·목기·석재 가공업도 유명하고 함양읍을 중심으로 생사·메리야스·도자기 공업이 성하다.

### 특산물
지리산 솔송주·한우고기·흑돼지 등이 유명하다.

## 관광
함양군에서는 함양 8경을 선정하여 알리고 있다.
- 상림 사계: 상림의 아름다운 사계절 풍경[11]
- 금대 지리: 금대에서 보는 장엄한 지리산 조망
- 용추 비경: 용추폭포과 기백산의 빼어난 경치
- 화림 풍류: 거연정, 동호정을 잇는 화림계곡의 절경
- 칠선 시류: 지리산 칠선계곡의 경치와 화살과 같이 빠르게 굽이쳐 흐르는 물
- 서암 석불: 벽송사와 서암정사의 고즈넉한 풍경과 경이로운 석불
- 덕유 운해: 남덕유산 아래로 평쳐진 구름바다의 신비로움
- 대봉 철쭉: 백운산, 대봉산으로 이어지는 고산 철쭉의 아름다움

그 외에 다음과 같은 관광자원도 있다.
- 승안사지 삼층석탑
- 함양 마천면 마애여래입상
- 함양 허삼둘 가옥
- 사근산성
- 함양 석조여래좌상
- 남계서원
- 상림공원
- 하림공원
- 지리산조망공원
- 대봉산

## 교통
산지가 많아 교통이 불편했으나 1984년 광주대구고속도로 (구 88올림픽고속도로), 2005년 통영대전고속도로가 함양군을 경유하여 개통했으며, 거창·산청·합천·장수·남원 등지에 국도와 지방도가 연결되어 경상남도 서부의 교통 중심지를 이루게 되었다. 서울에서 함양까지는 3시간 소요된다.
함양군은 대구광역시 및 울산광역시에서 전주시로 가는 필수 경유지다. 대구/울산에서 전주로 가는 시외 및 고속버스는 함양 분기점을 통해 통영대전고속도로로 올라가며, 울산에서는 추후 함양울산고속도로 경유가 추가될 예정이다.

### 철도 교통
일제 강점기 때 함양군을 통과하는 대삼선이 계획되었으나 완공되지 못하였고, 지금은 대구-광주 간 달빛내륙철도가 계획되고 있다. 전북특별자치도 남원시에 있는 남원역이 가장 가깝지만 함양군청에서 35.1 km 정도 떨어져 있고, 경상남도 진주시에 진주역과는 50.3 km 정도 떨어져 있으나, 모두 자가용으로 약 1시간 걸리는 거리이다.

### 버스 교통
- 농어촌버스 : 함양군에서는 농어촌버스가 대표 교통편으로 운행하고 있으며, 운영업체는 함양지리산고속이다. 버스는 경상남도 도색과 함양지리산고속 자체도색으로 이루어진다. 함양읍 내 출발지는 함양시외버스터미널 근처 시내버스 정류장이다.
- 시외버스 : 함양시외버스터미널

## 교육기관
유치원 13개교, 초등학교 13개교, 중학교 6개교, 고등학교 4개교 중 사립학교는 유치원과 중학교에만 존재한다.

### 유치원
| 유치원 |                     |
| --- | ------------------- |
| \| 공립 - 위림초등학교 병설유치원 - 마천초등학교 병설유치원 - 금반초등학교 병설유치원 - 유림초등학교 병설유치원 - 수동초등학교 병설유치원 - 지곡초등학교 병설유치원 - 안의초등학교 병설유치원 - 서하초등학교 병설유치원 - 서상초등학교 병설유치원 - 백전초등학교 병설유치원 - 병곡초등학교 병설유치원 - 천령유치원 \| 사립 - 꿈나무유치원 \| |                     |
| 공립 - 위림초등학교 병설유치원 - 마천초등학교 병설유치원 - 금반초등학교 병설유치원 - 유림초등학교 병설유치원 - 수동초등학교 병설유치원 - 지곡초등학교 병설유치원 - 안의초등학교 병설유치원 - 서하초등학교 병설유치원 - 서상초등학교 병설유치원 - 백전초등학교 병설유치원 - 병곡초등학교 병설유치원 - 천령유치원                              | 사립 - 꿈나무유치원 |

### 초등학교
| 초등학교 |
| --- |
| \| 공립 - 함양초등학교 - 위성초등학교 - 위림초등학교 - 마천초등학교 - 금반초등학교 - 유림초등학교 - 수동초등학교 - 지곡초등학교 - 안의초등학교 - 서하초등학교 - 서상초등학교 - 백전초등학교 - 병곡초등학교 \| |
| 공립 - 함양초등학교 - 위성초등학교 - 위림초등학교 - 마천초등학교 - 금반초등학교 - 유림초등학교 - 수동초등학교 - 지곡초등학교 - 안의초등학교 - 서하초등학교 - 서상초등학교 - 백전초등학교 - 병곡초등학교       |

### 중학교

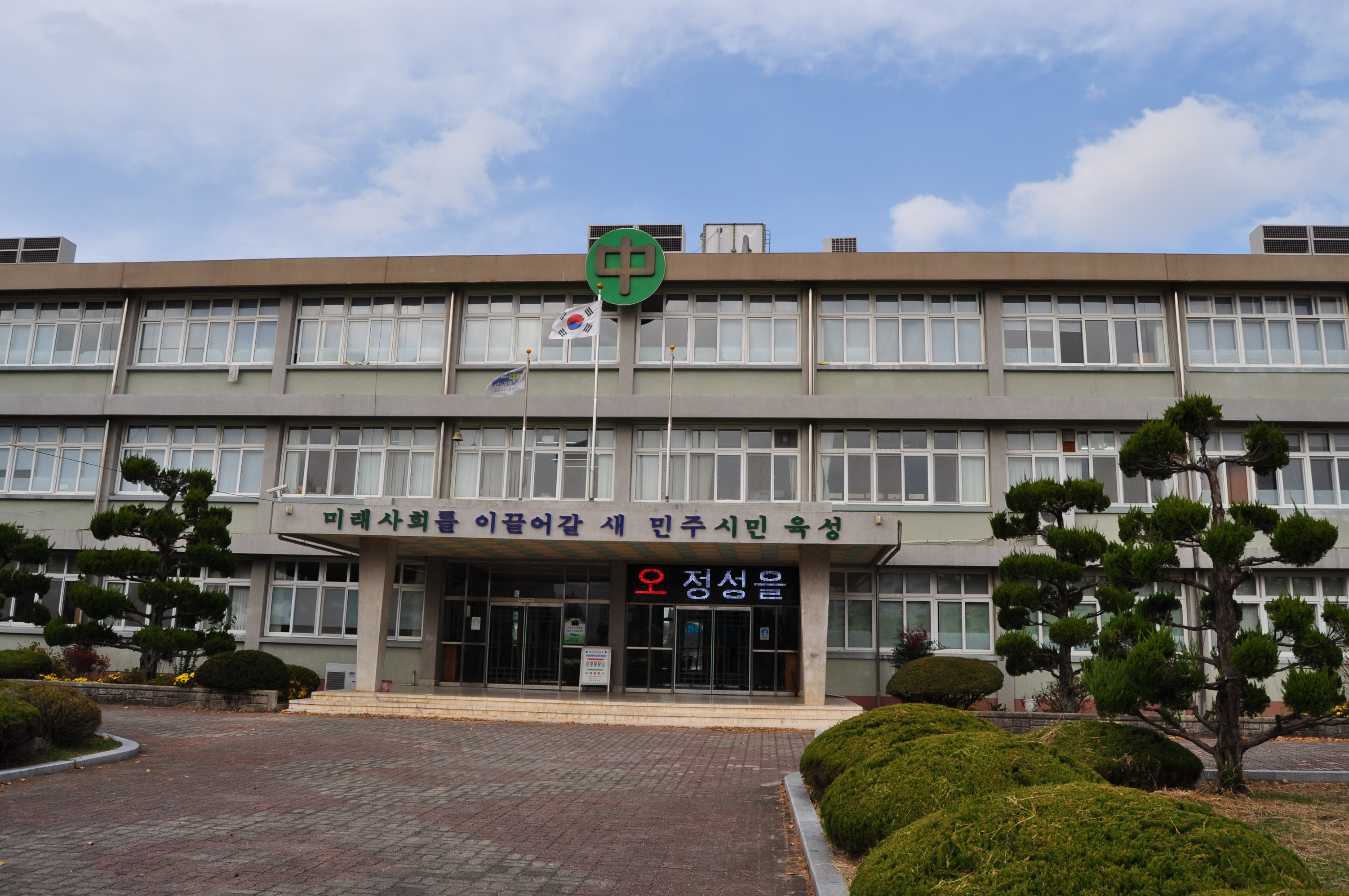
함양중학교

| 중학교                                                                                               |                   |
| --- | ----------------- |
| \| 공립 - 함양중학교 - 함양여자중학교 - 마천중학교 - 수동중학교 - 서상중학교 \| 사립 - 안의중학교 \| |                   |
| 공립 - 함양중학교 - 함양여자중학교 - 마천중학교 - 수동중학교 - 서상중학교                            | 사립 - 안의중학교 |

### 고등학교
| 고등학교                                                                   |
| -------------------------------------------------------------------------- |
| \| 공립 - 함양고등학교 - 함양제일고등학교 - 서상고등학교 - 안의고등학교 \| |
| 공립 - 함양고등학교 - 함양제일고등학교 - 서상고등학교 - 안의고등학교       |

### 도서관
| 도서관                  |
| ----------------------- |
| \| 공립 - 함양도서관 \| |
| 공립 - 함양도서관       |

### 야영수련원
| 야영수련원                       |
| -------------------------------- |
| \| 공립 - 함양학생 야영수련원 \| |
| 공립 - 함양학생 야영수련원       |

### 폐지학교
| 폐지학교 |
| --- |
| \| 폐교 - 유림초등학교 화남분교 - 병곡초등학교 광월분교 - 금반초등학교 휴천분교 - 팔령초등학교 - 상내백초등학교 - 백운초등학교 \| |
| 폐교 - 유림초등학교 화남분교 - 병곡초등학교 광월분교 - 금반초등학교 휴천분교 - 팔령초등학교 - 상내백초등학교 - 백운초등학교       |

## 같이 보기
- 산청·함양 양민 학살 사건

## 자매 도시
- 대한민국 대전광역시 서구
- 대한민국 부산광역시 사상구
- 대한민국 광주광역시 광산구
- 대한민국 서울특별시 은평구
- 대한민국 전라남도 영광군
- 대한민국 경상남도 창원시
- 미국 펜실베니아주 몽고메리
- 미국 뉴욕주 노스햄스테드군
- 베트남 꽝남성 남짜미현
- 인도네시아 서자와주 보고르
- 우즈베키스탄 타슈켄트주 양기율군 양기율
- 중국 산시성 셴양 시
- 중국 지린성 통화 시 후이난 현
- 우크라이나 리비우주 드로호비치
- 카자흐스탄 제티수주 카라탈군
- 키르기스스탄 오시주 우즈겐
- 튀르키예 이즈미르주 이즈미르